# Hancourt
Pour l’article homonyme, voir Hancourt (Marne).
Pour l’article ayant un titre homophone, voir Ancourt.
Hancourt est une commune française située dans le département de la Somme, en région Hauts-de-France.

## Géographie

### Localisation
À moins de dix kilomètres à l'est de Péronne, Hancourt, village tourné vers l'agriculture, peut être rejoint par l'axe Amiens - Roye, la route départementale 1029.

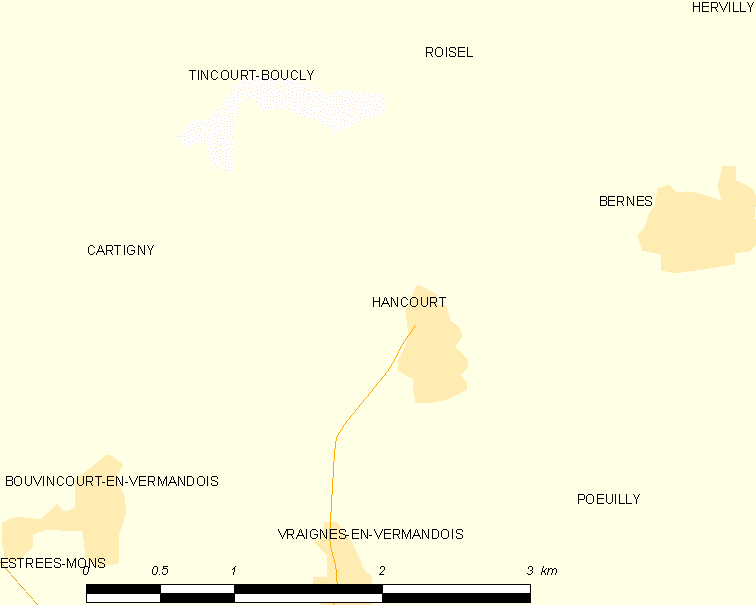
Cliquer sur la carte pour agrandir.

#### Communes limitrophes
|                           | Tincourt-Boucly        | Roisel |
| Cartigny                  | Hancourt               | Bernes |
| Bouvincourt-en-Vermandois | Vraignes-en-Vermandois |        |

### Nature du sol et du sous-sol
Le sol argilo-siliceux, particulièrement fertile, recouvre la majorité du territoire, composé d'un plateau sillonné par trois vallons peu marqués.

### Hydrographie
La commune est située dans le bassin Artois-Picardie. Elle n'est drainée par aucun cours d'eau.

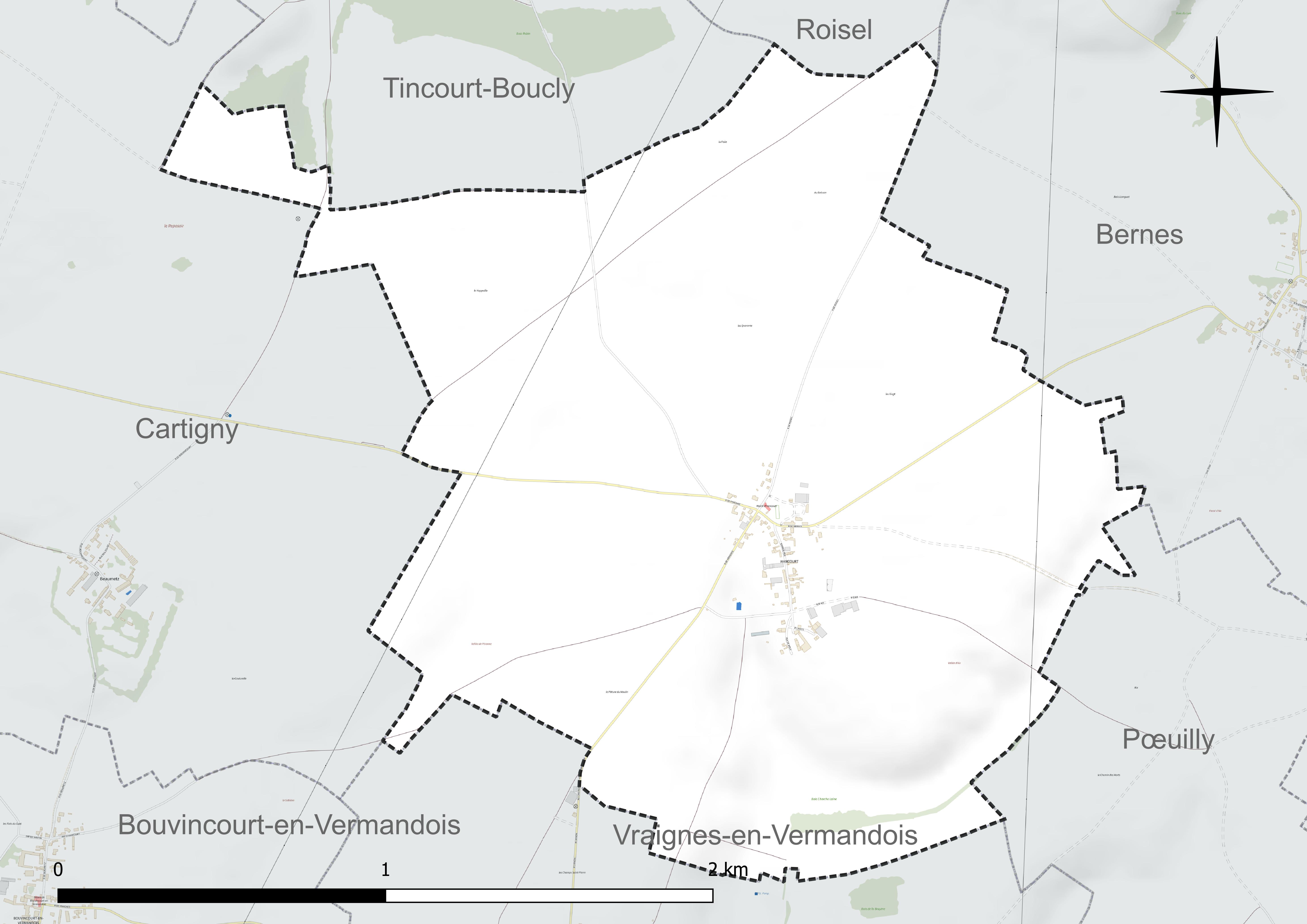
Réseau hydrographique d'Hancourt.

### Climat
Pour des articles plus généraux, voir Climat des Hauts-de-France et Climat de la Somme.
En 2010, le climat de la commune est de type climat océanique dégradé des plaines du Centre et du Nord, selon une étude du CNRS s'appuyant sur une série de données couvrant la période 1971-2000. En 2020, Météo-France publie une typologie des climats de la France métropolitaine dans laquelle la commune est exposée à un climat océanique et est dans la région climatique Nord-est du bassin Parisien, caractérisée par un ensoleillement médiocre, une pluviométrie moyenne régulièrement répartie au cours de l'année et un hiver froid (3 °C).
Pour la période 1971-2000, la température annuelle moyenne est de 10,2 °C, avec une amplitude thermique annuelle de 14,5 °C. Le cumul annuel moyen de précipitations est de 715 mm, avec 11,3 jours de précipitations en janvier et 8,9 jours en juillet. Pour la période 1991-2020, la température moyenne annuelle observée sur la station météorologique la plus proche, située sur la commune d'Estrées-Mons à 5 km à vol d'oiseau, est de 11,0 °C et le cumul annuel moyen de précipitations est de 647,5 mm,. Pour l'avenir, les paramètres climatiques de la commune estimés pour 2050 selon différents scénarios d'émission de gaz à effet de serre sont consultables sur un site dédié publié par Météo-France en novembre 2022.
| Mois                                  | jan.           | fév.             | mars           | avril           | mai           | juin          | jui.           | août           | sep.          | oct.          | nov.            | déc.           | année      |
| ------------------------------------- | -------------- | ---------------- | -------------- | --------------- | ------------- | ------------- | -------------- | -------------- | ------------- | ------------- | --------------- | -------------- | ---------- |
| Température minimale moyenne (°C)     | 1,3            | 1,4              | 3,3            | 5,1             | 8,5           | 11,2          | 13             | 13             | 10,4          | 7,8           | 4,5             | 1,9            | 6,8        |
| Température moyenne (°C)              | 3,7            | 4,3              | 7,3            | 10,1            | 13,6          | 16,4          | 18,7           | 18,6           | 15,5          | 11,6          | 7,3             | 4,3            | 11         |
| Température maximale moyenne (°C)     | 6,1            | 7,2              | 11,2           | 15,1            | 18,6          | 21,6          | 24,4           | 24,3           | 20,5          | 15,4          | 10,1            | 6,6            | 15,1       |
| Record de froid (°C) date du record   | −15,8 07.01.09 | −12,7 07.02.1991 | −10,2 13.03.13 | −3,3 21.04.1991 | −1 07.05.1997 | 1,5 05.06.12  | 4,6 11.07.1993 | 4,6 29.08.1989 | 0,7 30.09.18  | −4,8 29.10.03 | −9,1 24.11.1998 | −12,5 18.12.10 | −15,8 2009 |
| Record de chaleur (°C) date du record | 14,7 09.01.15  | 18,6 26.02.19    | 24 31.03.21    | 27 20.04.18     | 30,9 28.05.17 | 34,9 18.06.22 | 41,9 25.07.19  | 38,4 12.08.03  | 34,4 15.09.20 | 27,6 01.10.11 | 19,8 07.11.15   | 16,6 07.12.00  | 41,9 2019  |
| Précipitations (mm)                   | 49,6           | 43,8             | 45,8           | 37,1            | 58,8          | 59,8          | 56,6           | 65,2           | 51,3          | 58,2          | 57,9            | 63,4           | 647,5      |

## Urbanisme

### Typologie
Au 1er janvier 2024, Hancourt est catégorisée commune rurale à habitat dispersé, selon la nouvelle grille communale de densité à sept niveaux définie par l'Insee en 2022.
Elle est située hors unité urbaine. Par ailleurs la commune fait partie de l'aire d'attraction de Péronne, dont elle est une commune de la couronne,. Cette aire, qui regroupe 52 communes, est catégorisée dans les aires de moins de 50 000 habitants,.

### Occupation des sols
L'occupation des sols de la commune, telle qu'elle ressort de la base de données européenne d'occupation biophysique des sols Corine Land Cover (CLC), est marquée par l'importance des territoires agricoles (93,9 % en 2018), une proportion identique à celle de 1990 (93,9 %). La répartition détaillée en 2018 est la suivante :
terres arables (93,9 %), zones urbanisées (6,1 %). L'évolution de l'occupation des sols de la commune et de ses infrastructures peut être observée sur les différentes représentations cartographiques du territoire : la carte de Cassini (XVIIIe siècle), la carte d'état-major (1820-1866) et les cartes ou photos aériennes de l'IGN pour la période actuelle (1950 à aujourd'hui).

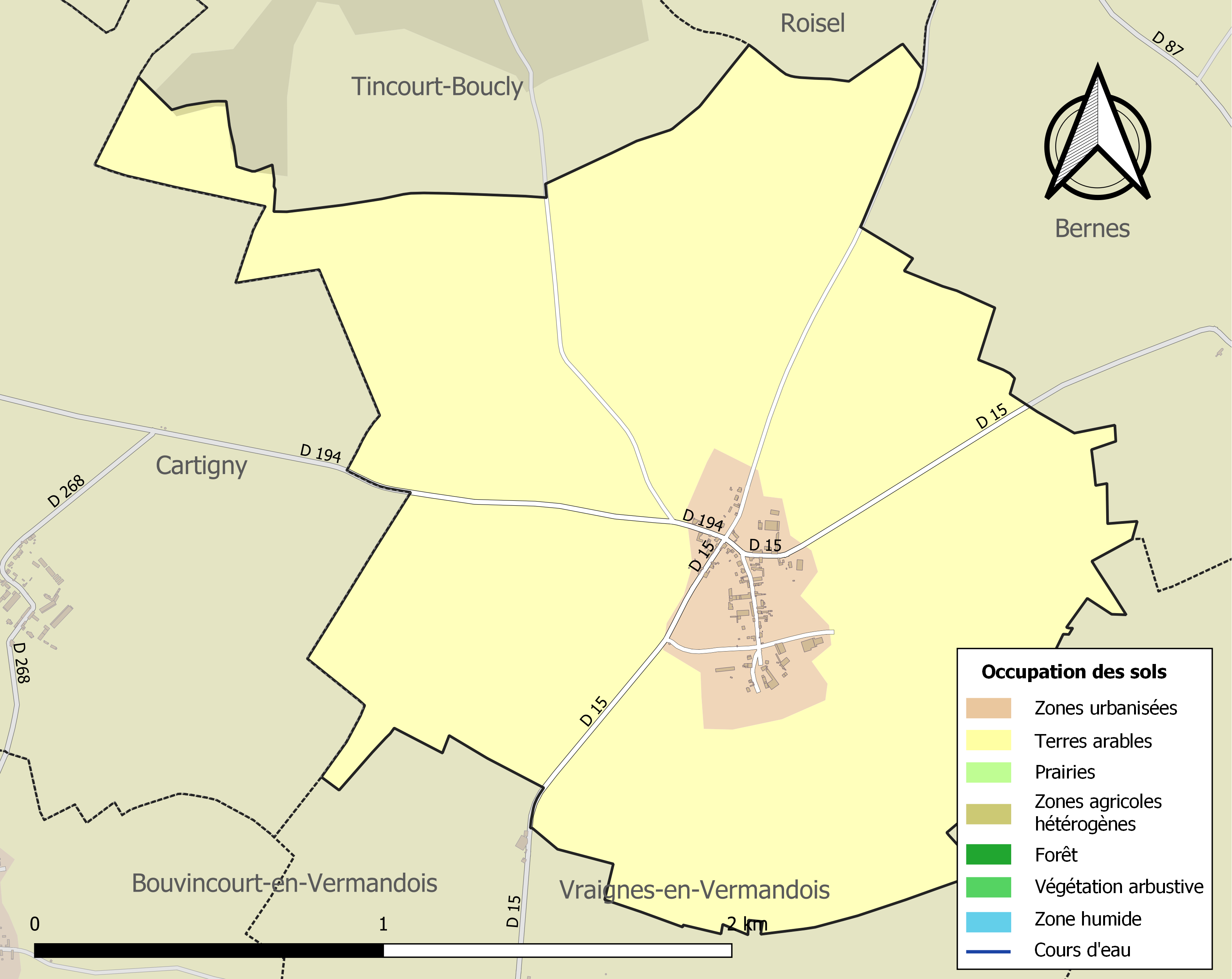
Carte des infrastructures et de l'occupation des sols de la commune en 2018 (CLC).

### Habitat
La commune présente un habitat groupé.

### Voies de communication et transports
La localité est desservie par les autocars du réseau inter-urbain Trans'80, chaque jour de la semaine, sauf le dimanche et les jours fériés (ligne no 49, Péronne - Roisel - Saint-Quentin).

## Toponymie
L'abbé Simon, de Honnecourt, et Étienne, l'évêque de Noyon, dans un cartulaire d'Arrouaise, citent Haencourt dès 1198. En 1223, Haudecort est fourni par Jean de Proyart dans un cartulaire de Fouilloy. Haincourt est relevé en 1424. Dès 1519, c'est Hancourt, forme actuelle qui prédomine.
Hancourt est un terme de formation germano-romane. Le suffixe « court », dérive du terme latin Curtis désignant une cour de ferme, une ferme puis un village. Le préfixe « Han » serait un dérivé du nom d'un des propriétaires germaniques après les Invasions barbares des Ve et VIe siècles.

## Histoire

### Époque moderne

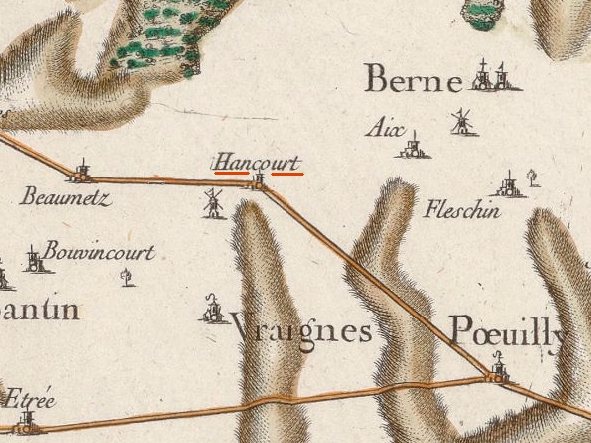
Carte de Cassini du secteur
(vers 1750).

Sur la carte de Cassini ci-contre, Hancourt, signifie que le village était, au milieu du XVIIIe siècle, un hameau sans église.
Un moulin à vent en bois était situé au sud-ouest.
L'important chemin qui reliait Pœuilly à Péronne en passant par Hancourt est aujourd'hui un simple chemin agricole nommé Chemin d'Aix.

### Époque contemporaine

#### Hancourt auXIXesiècle
Le village a possédé son château, disparu à la suite d'un incendie. Deux énormes tilleuls en marquaient encore l'entrée en 1899.
En 1798, le village a son école.
La rue de la Chapelette marque l'accès à la chapelle communale déjà disparue au XIXe siècle.
Le village a eu son moulin mais il n'existe déjà plus à la fin du XIXe siècle. À cette époque, quinze exploitations agricoles font vivre les habitants ; neuf d'entre elles cultivent alors moins de cinq hectares. L'activité de tissage, autrefois répandue, ne compte plus que deux métiers à tisser en 1899.

#### Hancourt pendant la Grande Guerre

##### Hancourt occupée par les Allemands (1914-1917)
Le 28 août 1914, soit moins d'un mois après la déclaration de guerre, l'armée française bat en retraite vers l'ouest et les Allemands arrivent à Hancourt. Dès lors commença l'occupation allemande qui dura jusqu'en mars 1917. Le front se situant à une vingtaine de kilomètres à l'ouest de Péronne, l'activité des occupants consistait principalement à assurer le logement des combattants et l'approvisionnement en nourriture. Des arrêtés de la Kommandantur obligeaient, à date fixe, sous la responsabilité du maire et du conseil municipal, sous peine de sanctions, la population à fournir : blé, œufs, lait, viande, légumes, destinés à nourrir les soldats du front. Toutes les personnes valides devaient effectuer des travaux agricoles ou d'entretien.
En février 1917, le général Hindenburg décida la création d'une ligne de défense à l'arrière du front ; lors du retrait des troupes allemandes, tous les villages devaient être détruits pour ne pas servir d'abri aux troupes franco-anglaises. Dès le 15 février les habitants furent évacués, emmenés à Vraignes. En mars 1917, avant le retrait des troupes allemandes sur la ligne Hindenburg, le long du canal de Saint-Quentin, les maisons furent pillées et incendiées, le village fut donc systématiquement détruit. L'église, la mairie, les écoles et toutes les maisons furent dynamitées et les arbres sciés à un mètre de hauteur.
L'abbé Charles Calippe dans son ouvrage La Somme sous l'occupation allemande, 27 août 1914-19 mars 1917, a laissé ce témoignage :

« Dans le hameau de Hancourt, toutes les maisons sont détruites, complètement pour la plupart. Dans un champ, voici les restes d'un batteuse à vapeur calcinés ; les instruments de culture, épars dans les rues et les cours ont été brisés. »

Le village, vidé de ses habitants, resta occupé par les Allemands ; il fut le théâtre de nombreux combats en mars-avril 1917. Les ruines du village furent plusieurs fois reprises par chaque camp.

##### La reprise d'Hancourt par l'armée britannique (7 septembre 1918)
Ce n'est que le 7 septembre 1918, lors de la bataille de la ligne Hindenburg que Hancourt fut définitivement libéré comme en témoigne le communiqué britannique du 8 septembre 1918 :

« Hier soir et pendant la nuit, nos troupes ont fait de nouveaux progrès à l'est et au nord-est de Péronne. Elle se sont emparés des villages de Hancourt...". »

#### La reconstruction d'Hancourt durant l'Entre-deux-guerres
Comme d'autres villages de la région, Hancourt est sorti meurtri de la Grande Guerre car le village a été entièrement rasé en 1917 par les Allemands. Des 23 communes qui composaient le canton de Roisel, seules deux ont échappé à la destruction Vraignes-en-Vermandois et Tincourt-Boucly qui ont servi à héberger la population évacuée des autres villages avant leur destruction.
Dans le cimetière militaire situé un peu à l'écart village, reposent les corps de 98 soldats britanniques tombés lors des combats à Hancourt.
Peu à peu, les habitants revinrent s'installer dans le village et alors démarra une phase de reconstruction, qui durera presque une décennie, menée par une coopérative de reconstruction, administrant la perception des droits de guerre. De 204 habitants avant la guerre en 1911, Hancourt n'en comptait plus que 111 en 1921, soit pratiquement la moitié.
Sur le monument aux morts sont écrits les noms des 9 soldats hancourtois Morts pour la France ainsi que celui d'une victime civile.
Vu les souffrances endurées par la population pendant les quatre années d'occupation et les dégâts aux constructions, la commune s'est vu décerner la Croix de guerre 1914-1918 le 27 octobre 1920.

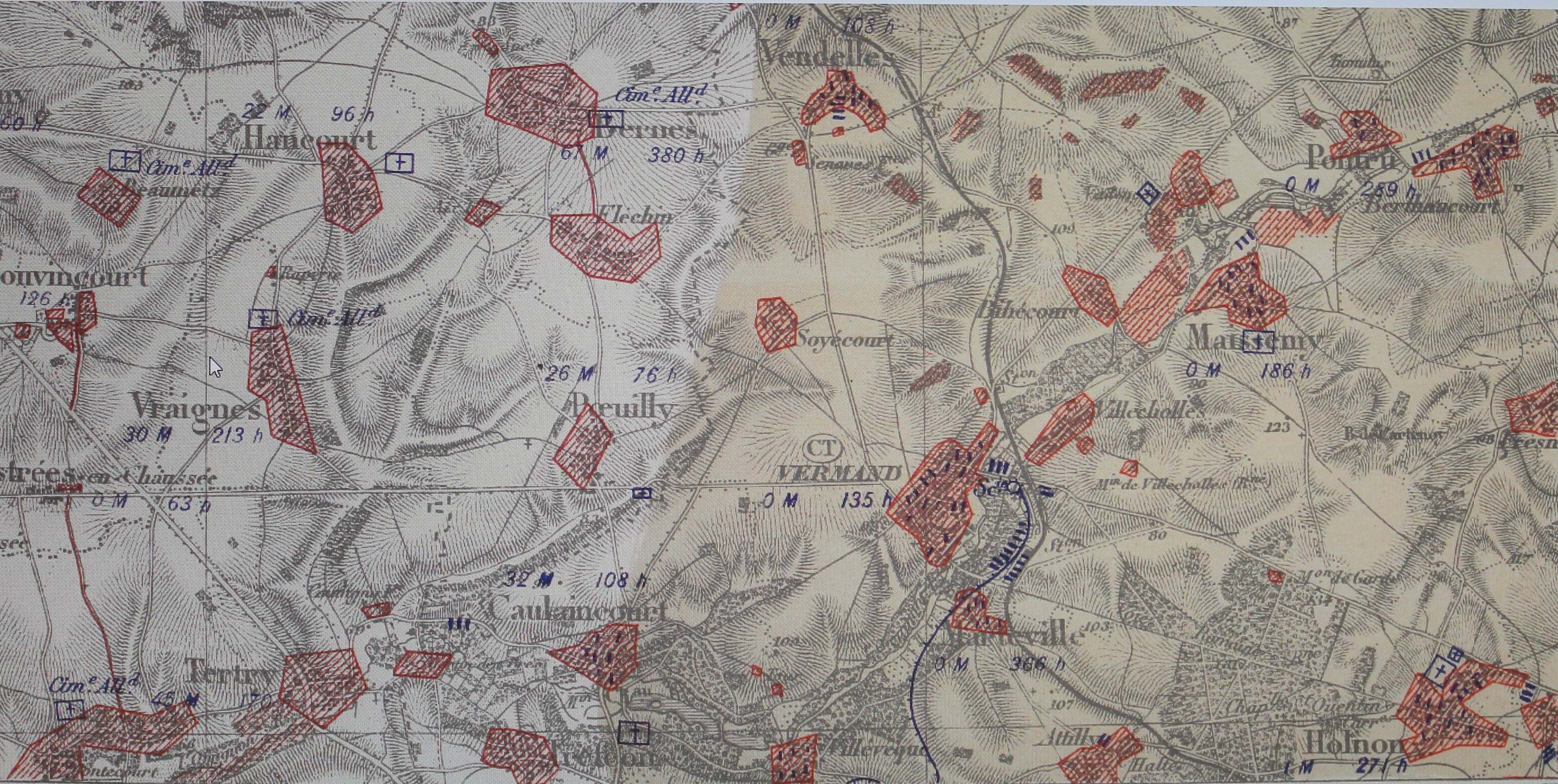
Carte montrant l'étendue des destructions de Hancourt.
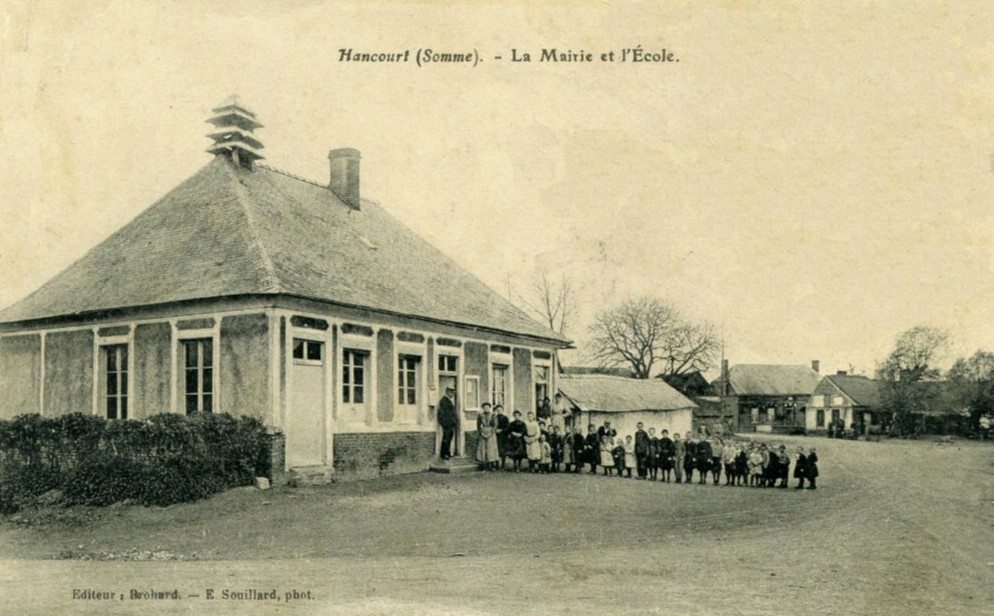
Mairie et école vers 1914.
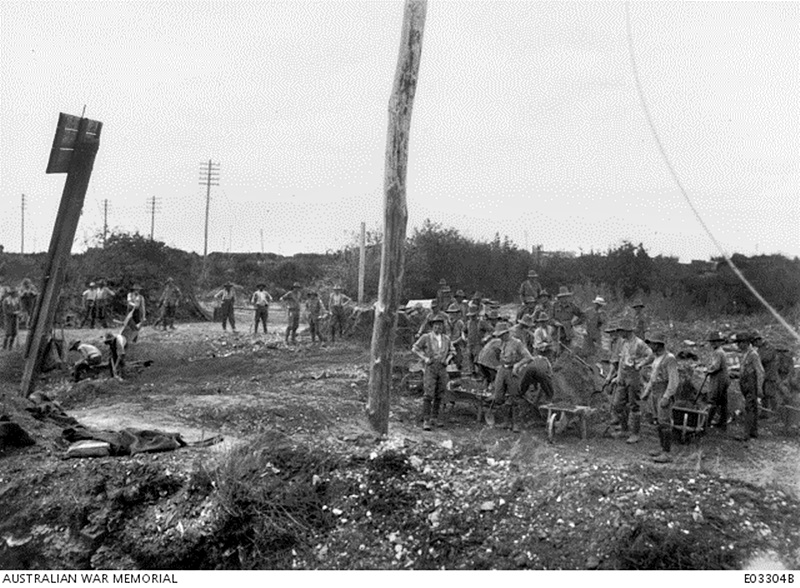
Hancourt France Pionniers de la 5e division remplissant les cratères des mines aux carrefours principaux (8 septembre 1918).
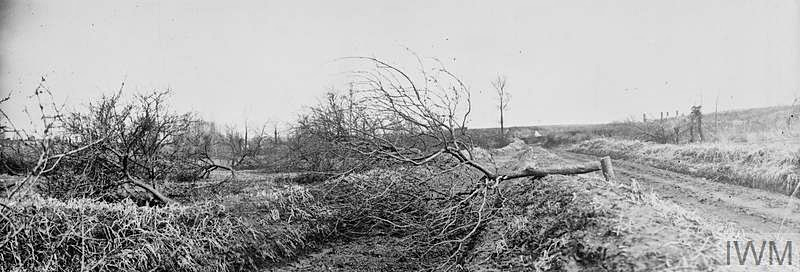
Vue du village détruit et des arbres coupés en septembre 1918.
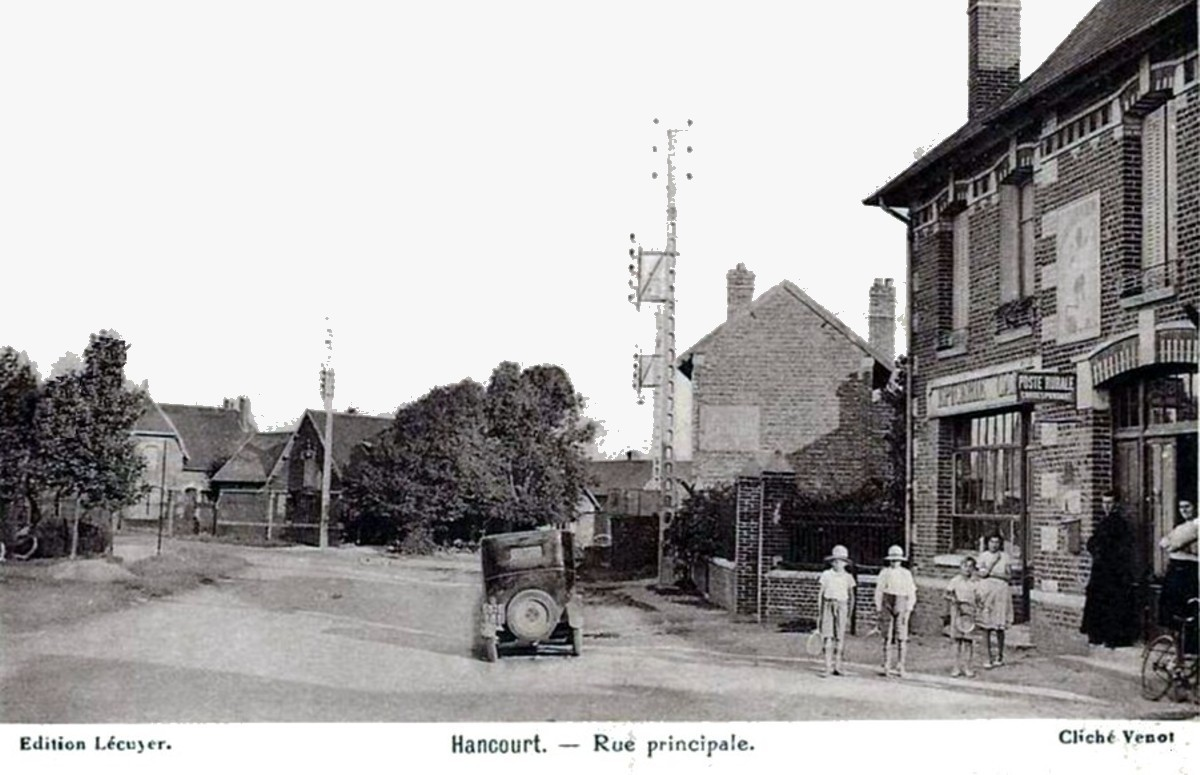
Village reconstruit vers 1935, avec le café de la place.
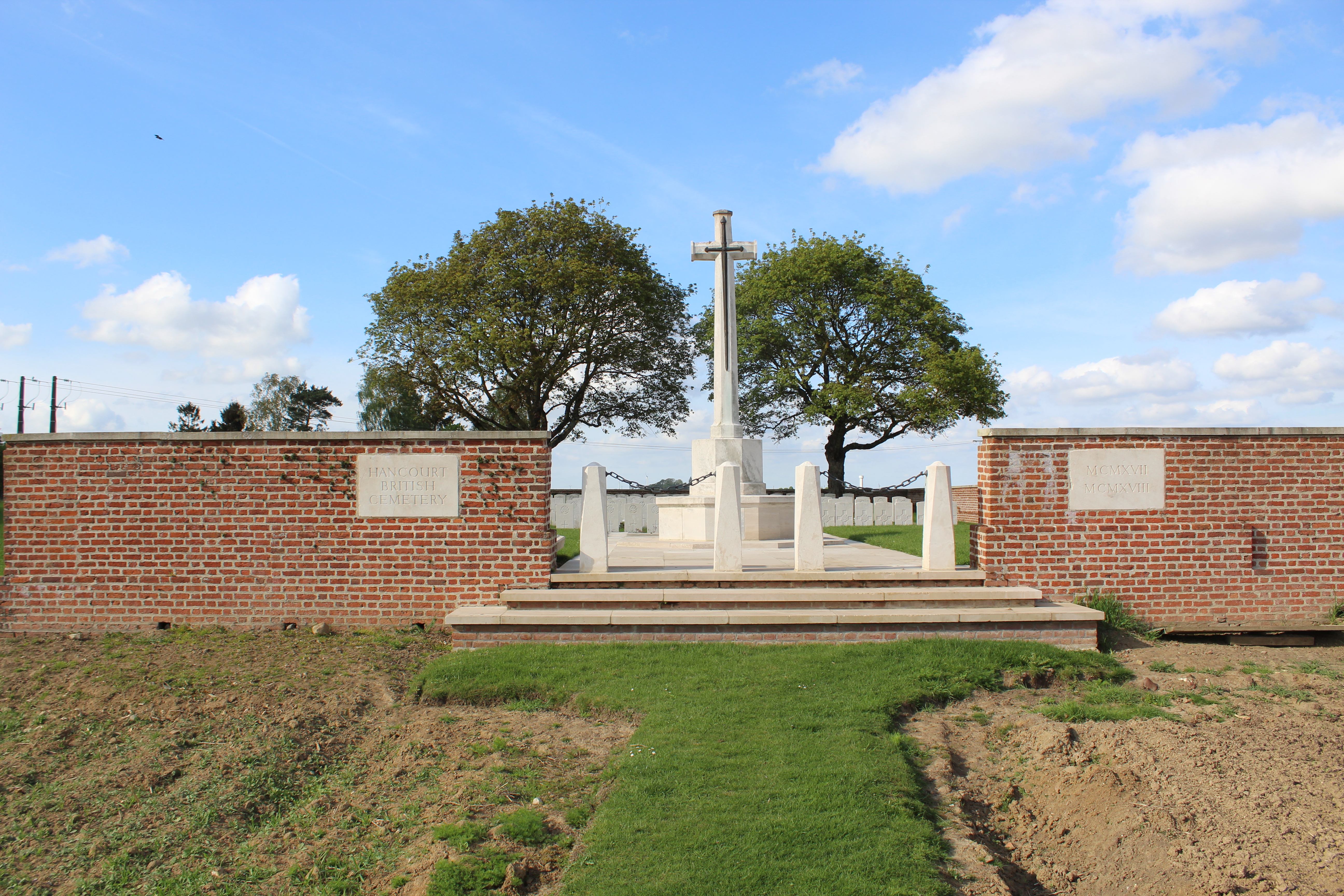
Hancourt British Cemetery.

## Politique et administration
| Période                                  | Période                   | Identité        | Étiquette | Qualité                        |
| ---------------------------------------- | ------------------------- | --------------- | --------- | ------------------------------ |
| Les données manquantes sont à compléter. |                           |                 |           |                                |
| 1970                                     | 2001                      | Pierre Hénocque |           |                                |
| mars 2001                                | En cours (au 26 mai 2020) | Philippe Warée  |           | Réélu pour le mandat 2020-2026 |

## Population et société

### Démographie
L'évolution du nombre d'habitants est connue à travers les recensements de la population effectués dans la commune depuis 1793. Pour les communes de moins de 10 000 habitants, une enquête de recensement portant sur toute la population est réalisée tous les cinq ans, les populations de référence des années intermédiaires étant quant à elles estimées par interpolation ou extrapolation. Pour la commune, le premier recensement exhaustif entrant dans le cadre du nouveau dispositif a été réalisé en 2008.

En 2022, la commune comptait 91 habitants, en évolution de −4,21 % par rapport à 2016 (Somme : −1,26 %, France hors Mayotte : +2,11 %).
| 1793 | 1800 | 1806 | 1821 | 1831 | 1836 | 1841 | 1846 | 1851 |
| ---- | ---- | ---- | ---- | ---- | ---- | ---- | ---- | ---- |
| 234  | 254  | 260  | 277  | 261  | 253  | 257  | 291  | 273  |

| 1856 | 1861 | 1866 | 1872 | 1876 | 1881 | 1886 | 1891 | 1896 |
| ---- | ---- | ---- | ---- | ---- | ---- | ---- | ---- | ---- |
| 269  | 273  | 246  | 242  | 246  | 237  | 223  | 218  | 222  |

| 1901 | 1906 | 1911 | 1921 | 1926 | 1931 | 1936 | 1946 | 1954 |
| ---- | ---- | ---- | ---- | ---- | ---- | ---- | ---- | ---- |
| 207  | 215  | 204  | 111  | 145  | 144  | 124  | 124  | 126  |

| 1962 | 1968 | 1975 | 1982 | 1990 | 1999 | 2006 | 2008 | 2013 |
| ---- | ---- | ---- | ---- | ---- | ---- | ---- | ---- | ---- |
| 98   | 132  | 117  | 92   | 117  | 100  | 102  | 103  | 101  |

| 2018 | 2022 | - | - | - | - | - | - | - |
| ---- | ---- | - | - | - | - | - | - | - |
| 90   | 91   | - | - | - | - | - | - | - |

### Enseignement
Le village n'a plus d'école primaire.
En 2020, l'aspect financier est géré par le syndicat scolaire de la Haute Somme (Sisco) concernant huit communes : Bernes, Pœuilly, Hancourt, Hervilly-Montigny, Hesbécourt, Vraignes-en-Vermandois, Villers-Faucon et Roisel. Le syndicat a la responsabilité de deux sites, avec deux classes maternelles à Bernes, et surtout neuf classes à Roisel, trois en maternelle et six en primaire.

## Économie

### Activités économiques et de services
L'activité économique dominante de la commune reste l'agriculture.

## Culture locale et patrimoine

### Lieux et monuments
- Mairie.
- Monument aux morts.
- Calvaire.
- Chapelle Sainte-Thérèse, construite en 1883, en remerciement de la guérison de la maladie du charbon[33].

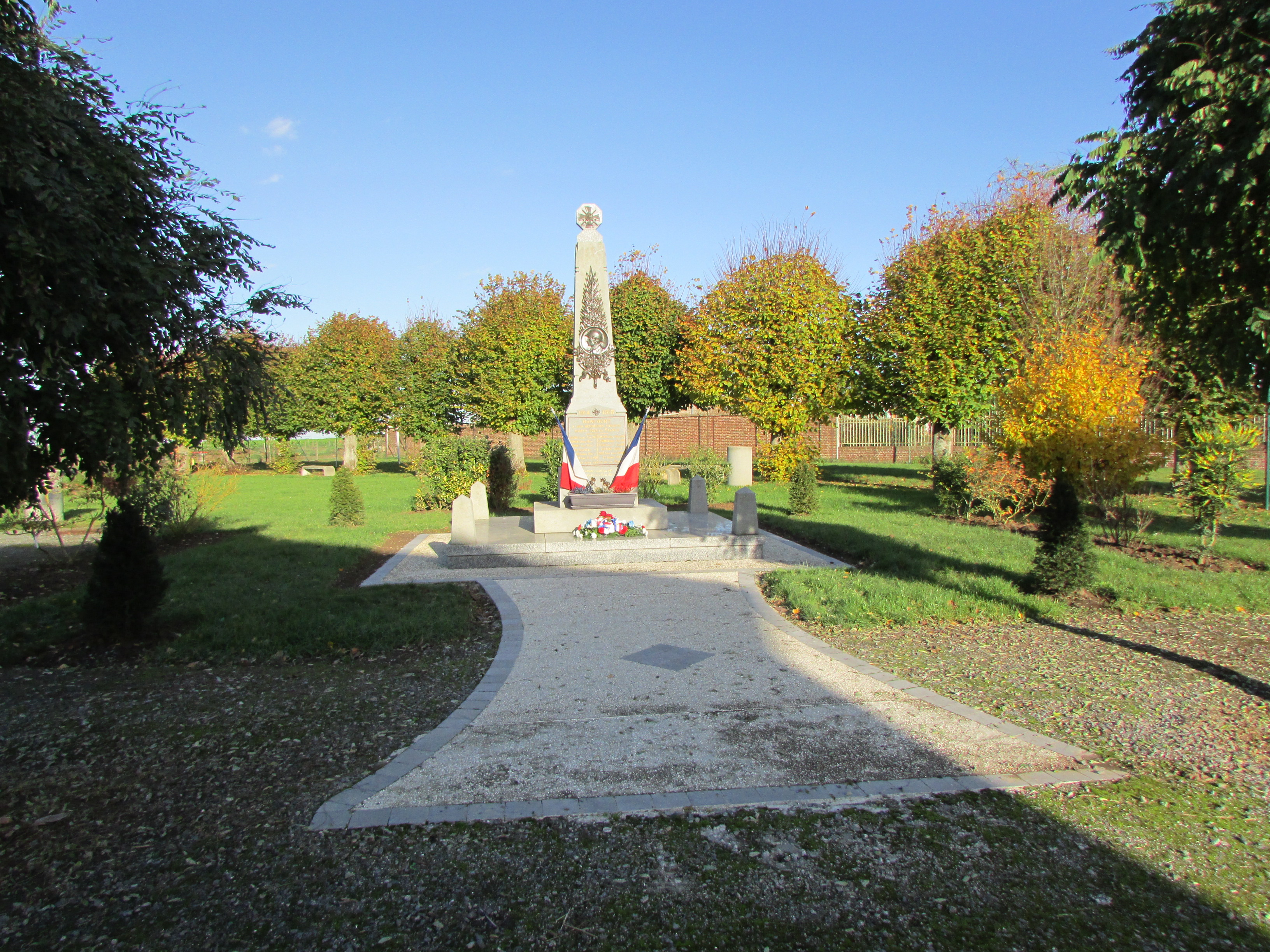
Le monument aux morts.
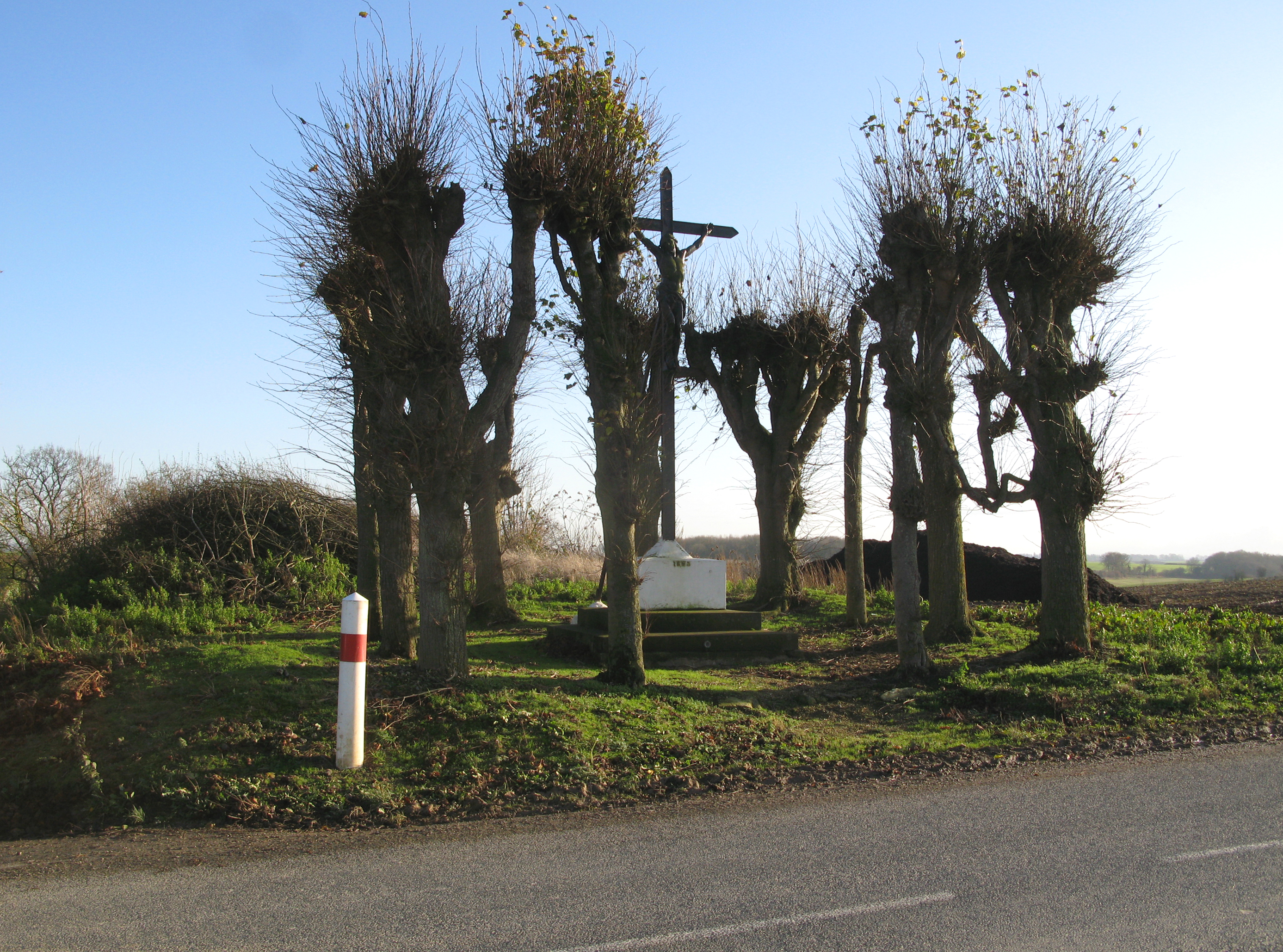
Le calvaire, à l'entrée du village, en venant de Vraignes-en-Vermandois.